# Diocesi di Bengbu
La diocesi di Bengbu (in latino Dioecesis Pampuvensis) è una sede della Chiesa cattolica in Cina suffraganea dell'arcidiocesi di Anqing. Nel 1950 contava 64.334 battezzati su 9.000.000 di abitanti. La sede è vacante.

## Territorio
La diocesi comprende parte della provincia cinese di Anhui.
Sede vescovile è la città di Bengbu.

## Storia
Il vicariato apostolico di Bengbu fu eretto il 21 febbraio 1929 con il breve Ea quae catholicae di papa Pio XI, ricavandone il territorio dal vicariato apostolico di Wuhu (oggi diocesi).
L'11 aprile 1946 il vicariato apostolico è stato elevato a diocesi con la bolla Quotidie Nos di papa Pio XII.
Il 3 luglio 2001 il governo cinese ha unificato le tre diocesi della provincia di Anhui, e cioè Anqing, Bengbu e Wuhu, in una sola, rinominando la nuova circoscrizione ecclesiastica "diocesi di Anhui". Questa nuova organizzazione non è riconosciuta dalla Santa Sede. Il vescovo Joseph Zhu Huayu, appartenente all'Associazione patriottica cattolica cinese ma non riconosciuto da Roma, fino al 2001 era vescovo di Bengbu; con la fusione delle tre diocesi è diventato primo vescovo della neonata diocesi di Anhui. È morto il 26 febbraio 2005.
Il 3 maggio 2006 è stato ordinato, senza un previo consenso della Santa Sede, monsignor Giuseppe Liu Xinhong come nuovo vescovo dell'Anhui, cosa che ha suscitato una presa di posizione ufficiale di Roma.

## Cronotassi dei vescovi
Si omettono i periodi di sede vacante non superiori ai 2 anni o non storicamente accertati.
- Tommaso Berutti, S.I. † (19 dicembre 1929 - 1933 dimesso)
  - Sede vacante (1933-1936)
- Cipriano Cassini, S.I. † (23 dicembre 1936 - 11 giugno 1951 deceduto)
  - Sede vacante
  - Zhou Yi-zhai † (1958 - 26 ottobre 1983 deceduto)
  - Giuseppe Zhu Huayu † (30 novembre 1986 consacrato - 26 febbraio 2005 deceduto)[3]
  - Giuseppe Liu Xinhong, consacrato il 3 maggio 2006 (vescovo di Anhui)

## Statistiche
La diocesi nel 1950 contava su una popolazione di 9.000.000 di persone 64.334 battezzati, corrispondenti allo 0,7% del totale.
| anno | popolazione | popolazione | popolazione | presbiteri | presbiteri | presbiteri | presbiteri                | diaconi | religiosi | religiosi | parrocchie |
| anno | battezzati  | totale      | %           | numero     | secolari   | regolari   | battezzati per presbitero | diaconi | uomini    | donne     | parrocchie |
| ---- | ----------- | ----------- | ----------- | ---------- | ---------- | ---------- | ------------------------- | ------- | --------- | --------- | ---------- |
| 1950 | 64.334      | 9.000.000   | 0,7         | 45         | 4          | 41         | 1.429                     |         | 15        | 21        | 23         |